# Cerianthula benguelaensis
Cerianthula benguelaensis är en korallart som beskrevs av Eugène Leloup 1964. Cerianthula benguelaensis ingår i släktet Cerianthula och familjen Botrucnidiferidae. Inga underarter finns listade i Catalogue of Life.